# Jantar Hills
Die Jantar Hills sind eine Gruppe aus Hügeln an der Danco-Küste des Grahamlands auf der Antarktischen Halbinsel. Sie bestehen hauptsächlich aus Lavagestein der Unteren Kreidezeit und ragen südlich der Leith Cove zwischen dem Porphyr-Gletscher und dem Pluton-Gletscher auf.
Polnische Wissenschaftler benannten sie 1999 nach dem polnischen Forschungsschiff Jantar, das zwischen 1987 und 1988 in den Gewässern um die Südlichen Shetlandinseln und westlich der Antarktischen Halbinsel operiert hatte.